# ۱۴۲۱: سالی که چین دنیا را کشف کرد
۱۴۲۱: سالی که چین دنیا را کشف کرد عنوان کتابی است نوشته کافن منزیس نظامی بازنشسته و مورخ تازه‌کار انگلیسی. وی در این کتاب سعی کرده‌است اثبات کند که پیش از اروپائیان، چینی‌ها بودند که بسیاری از سرزمین‌های ناشناخته از جمله قاره آمریکا را کشف کردند. نظریه وی از سوی بسیاری از مورخین حرفه‌ای به چالش کشیده شده‌است.

## نظریه مطرح شده در کتاب
به گفته وی چینی‌ها در قرن ۱۵ میلادی ناوگانهایی را به اطراف اقیانوس هند فرستادند تا با آنها رابطه برقرار کنند. رهبری این گروه را یک مسلکان بر عهده داشته و جزئیات تمام رویدادها ثبت شده‌است. آنها تمام قاره‌ها را از جمله آفریقا و آمریکا و سپس آسیا و اروپا را طی کرده و نقشه تمام قاره‌ها را کشیدند. چینی‌ها از ابزارهایی به مراتب پیشرفته تر از اروپاییان برای تهیه نقشه اقیانوسها برخوردار بودند.